# Баринов, Григорий Сергеевич
Григорий Сергеевич Баринов (22 июня 1911, с. Луньга, Симбирская губерния — 27 мая 1981, Саранск) — бригадир слесарей-сантехников управления № 2 «Жилстрой» треста «Мордовпромжилстрой», Мордовская АССР.

## Биография
Родился 22 июня 1911 года в селе Луньга (ныне — Ардатовского района Республики Мордовия) в крестьянской семье. Мордвин-эрзя. С 12 лет начал трудовую деятельность.
В 1928—1933 годах работал учеником слесаря-сантехника, затем по специальности на строительстве жилых домов на торфоразработках в Тейковском районе Ивановской области.
В 1933 году вернулся на родину. Работал слесарем-сантехником треста «Мордовстрой». На строительстве Дома Советов, республиканской больницы, пединститута, трех средних школ проложил первые метры водопроводных труб и канализации.
В 1942 году был призван в Красную Армию. Участник Великой Отечественной войны. 
В 1944 году, в боях под Витебском, был тяжело ранен. После госпиталя демобилизован по здоровью. В 1945 году вернулся в город Саранск.
Вновь пришел работать в трест «Мордовстрой», стал бригадиром сантехников. Член КПСС с 1953 года. За период с 1945 по 1953 годы бригада Баринова участвовала в строительстве жилья на 35 тыс. м², в сдаче драматического театра, нескольких школ и других социально-культурных объектов столицы Мордовии.
За годы семилетки бригада Баринова принимала самое активное участие в сдаче более 100 тыс. м² жилья, пионерского лагеря, областной туберкулезной больницы, школ и ряда других объектов. План семилетки бригада выполнила за 6 лет и 1 месяц. Руководимая им бригада всегда выполняла производственные нормы на 125—130 % с хорошим и отличным качеством.
В своей работе Баринов использовал передовые методы монтажа сантехнического оборудования. Освоил дополнительно специальности электросварщика, газосварщика, арматурщика. Умело передавал свой опыт рабочим бригады, обучил специальности слесаря-сантехника около 500 человек.
Указом Президиума Верховного Совета СССР от 11 августа 1966 года «за выдающиеся успехи, достигнутые в выполнении заданий семилетнего плана по капитальному строительству» Баринову Григорию Сергеевичу присвоено звание Героя Социалистического Труда с вручением ордена Ленина и Золотой медали «Серп и Молот».
Более 25 лет руководил бригадой слесарей-сантехников в строительных управлениях треста «Мордовпромжилстрой», позднее — «Саранскжилстрой».
Избирался депутатом Верховного Совета Мордовской АССР.
Жил в городе Саранске. Скончался 27 мая 1981 года.
Награждён орденом Ленина, медалями. «Заслуженный строитель РСФСР»